# Gertrude Mutharika

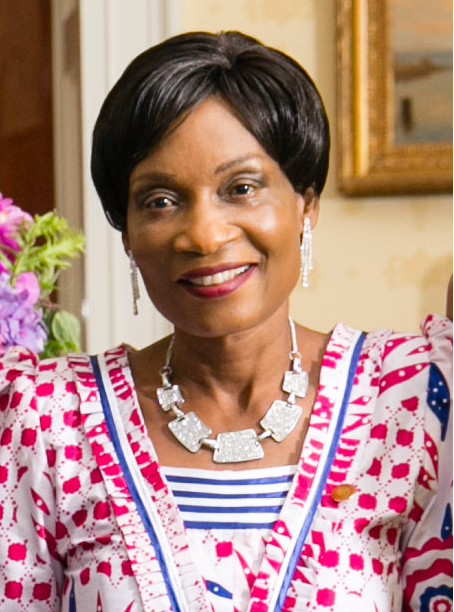
Gertrude Mutharika, 2014

Gertrude Hendrina Maseko Mutharika (* 7. Februar 1960) ist eine Politikerin und war die First Lady in Malawi von Mai 2014 bis Juni 2020.

## Leben
Gertrude Maseko stammt aus dem Dorf Kapasule im Distrikt Balaka. Ihre Eltern waren Bauern, Christen der presbyterianischen Church of Central Africa Presbyterian (CCAP). Ihre Schulbildung erhielt sie in Zomba, dann erwarb sie einen Abschluss in Verwaltungsarbeit.
Sie arbeitete unter anderem für eine Hilfsorganisation für Menschen mit Behinderung und kandidierte bei den Wahlen 2009 für die Democratic Progressive Party (DPP). Sie wurde für den Wahlkreis Balaka Nord gewählt.
Am 21. Juni 2014 heiratete sie Peter Mutharika, welcher am 31. Mai 2014 Präsident wurde. Sie standen bereits längere Zeit in freundschaftlicher Beziehung. Schon seit der Rückkehr von Peter Mutharika aus den Vereinigten Staaten betrachtete sich Gertrude als seine Vertraute, obwohl sie durch einen Altersunterschied von über 20 Jahren getrennt sind. Peter Mutharika hat zwei Töchter und einen Sohn aus erster Ehe. Seine Frau verstarb 30 Jahre zuvor. Gertrude hat ebenfalls einen Sohn (Tadikila) aus ihrer ersten Ehe, welche zehn Jahre zuvor geschieden worden war.
Sie zog sich daraufhin aus der Politik zurück und widmete sich karitativen Tätigkeiten, vor allem dem Kampf gegen Aids, für Hilfen für Kinder mit Behinderungen, gegen Mütter- und Kindersterblichkeit, für Schulbildung für junge Frauen, u. a. Dazu wurde sie Vizepräsidentin der Organisation Premières Dames d’Afrique contre le VIH Sida (African First Ladies, OPDAS).